# Макс (Северна Дакота)
Макс (енгл. Max) град је у америчкој савезној држави Северна Дакота.

## Демографија
По попису из 2010. године број становника је 334, што је 56 (20,1%) становника више него 2000. године.
| Група             | 2000.       | 2010.       |
| Белци             | 266 (95,7%) | 314 (94,0%) |
| Афроамериканци    | 0 (0,0%)    | 0 (0,0%)    |
| Азијати           | 4 (1,4%)    | 0 (0,0%)    |
| Хиспаноамериканци | 0 (0,0%)    | 1 (0,3%)    |
| Укупно            | 278         | 334         |